# 黃鎡
黃鎡（16世紀—17世紀），字文叔，江西瑞州府上高縣河西灣溪人，明朝政治人物。

## 生平
黃鎡是隆慶四年（1570年）庚午科江西鄉試第十三名舉人，授西和知縣，為人清操雅量，政事餘暇只從事詩書，與人言論和藹，為古溫恭君子，著有《娛閑詩》百餘卷，九十歲才去世。

## 引用
1. ↑  《四庫全書總目提要·卷一百九十四·集部四十七》：《三詩合編》三卷江西巡撫采進本 國朝黃光嶽編。光嶽字碩廬，上高人。雍正甲辰進士，官金華縣知縣。是編合刻其鄉吳學詩、黃鎡、李堅三人之詩。……鎡字文叔，隆慶庚午舉人，官西和縣知縣。即光嶽之從高祖。
2. 1 2  嘉慶《上高縣志·卷十一·人物志》：黃鎡，字文叔，河西灣溪人，隆慶庚午舉人，知陝西西和縣，清操雅量，風政之暇惟事詩書，與人言論不激不隨，蓋古溫恭君子也，所著有《娛閑詩》百餘卷。
3. ↑  《古今圖書集成·理學彙編·卷一百十·文學名家列傳九十八 明二十》：黃鎡 按《江西通志》：「鎡字文叔，上高人，隆慶庚午亞魁，任陝西西和知縣。清操不染，恬澹無求，惟事詩文娛志，雅有光風霽月之懷。年九十卒。」